# Överst-Grantjärnen
Överst-Grantjärnen är en sjö i Kalix kommun i Norrbotten och ingår i Kalixälvens huvudavrinningsområde.